# Пол Рансон
Пол Рансон, (на френски: Paul-Elie Ranson), роден на 29 март 1864 г. в Лимож и починал на 20 февруари 1909 г. в Париж е френски дизайнер и художник, представител на набизма. Ръководител на училище по изкуство, нареченo на негово име „Академия Рансон“.

## Биография
Пол Рансон е син на местен успешен политик. Майка му умира малко след неговото раждане и той расте при своите баба и дядо по майчина линия. Получава първите си уроци по рисуване при дядо си, а по-късно следва история на изкуството в училище по изкуство (на френски: École nationale supérieure d’arts décoratifs) в Лимож. Учителят му разпознава таланта му и му препоръчва да продължи следването си в Париж. През 1888 г. той заминава за Париж, където продължава да се учи в „Академия Жулиан“. Има ателие в квартал Монпарнас и се запознава за кратко време с известни хора на изкуството от Париж като Пиер Бонар, Аристид Майол, Феликс Валотон, Едуар Вайар и други.

## Галерия
- Христос и Буда, 1880
- Набистки пейзаж, 1890
- Вещици около огъня, 1891
- Вещици с черна котка, 1893
- Тигър в джунглата, 1893
- Белачки на картофи, 1893
- Седяща жена, ок. 1898
- Синята стая, ок. 1900
- Ябълково дърво с червени плодове, 1902
- Три бука, 1905